# Kamateron
Kamateron este un oraș în Grecia.